# Fernando Morales
Fernando "Zurdo" Morales Esquer (ur. 14 września 1985 w mieście Meksyk) – meksykański piłkarz występujący na pozycji lewego pomocnika, obecnie zawodnik Pumas UNAM.

## Kariera klubowa
Morales pochodzi ze stołecznego miasta Meksyk i jest wychowankiem akademii juniorskiej tamtejszego klubu Pumas UNAM. Do seniorskiej drużyny został włączony przez szkoleniowca Hugo Sáncheza i w meksykańskiej Primera División zadebiutował 21 listopada 2004 w przegranym 1:5 spotkaniu z Guadalajarą. W tym samym sezonie Apertura 2004 wywalczył z Pumas tytuł mistrza Meksyku, pełniąc jednak wówczas wyłącznie rolę głębokiego rezerwowego i notując jeden, debiutancki występ. W 2005 roku zajął natomiast drugie miejsce w krajowym superpucharze – Campeón de Campeones, dotarł do finału najbardziej prestiżowych rozgrywek północnoamerykańskiego kontynentu – Pucharu Mistrzów CONCACAF, a także doszedł do finału południowoamerykańskiego turnieju Copa Sudamericana. Premierowego gola w najwyższej klasie rozgrywkowej strzelił natomiast 2 kwietnia 2006 w wygranej 2:1 konfrontacji z Jaguares, a mimo sporadycznych występów został ogłoszony przez lokalne media następcą jednego z ważniejszych graczy Pumas, Aíltona da Silvy.
Wiosną 2007, nie potrafiąc wywalczyć sobie miejsca w pierwszym składzie Pumas, Morales udał się na roczne wypożyczenie do ekipy Club Necaxa z siedzibą w Aguascalientes. Tam triumfował w rozgrywkach kwalifikacyjnych do Copa Libertadores – InterLidze, lecz również pełnił głównie rolę rezerwowego. Po powrocie do Pumas jego sytuacja uległa nieznacznej poprawie – jesienią 2008 jedyny raz był podstawowym piłkarzem drużyny, lecz już po upływie kilku miesięcy został ponownie relegowany do pozycji alternatywnego gracza. W tej roli w wiosennym sezonie Clausura 2009 zdobył swoje drugie mistrzostwo Meksyku i sukces ten powtórzył także dwa lata później, w sezonie Clausura 2011, lecz ani razu nie pojawił się na boisku, występując jedynie w drugoligowych rezerwach – Pumas Morelos. W lipcu 2011 został wypożyczony do niżej notowanej ekipy San Luis FC z miasta San Luis Potosí, gdzie bez większych sukcesów spędził rok, pełniąc funkcję rezerwowego.
Na początku 2013 roku Morales udał się na wypożyczenie po raz kolejny, tym razem do klubu Monarcas Morelia, gdzie w przeciągu sześciu miesięcy nie zanotował jednak żadnego występu. W lipcu 2013 przebywał na testach w drugoligowym szwedzkim zespole Ljungskile SK, jednak ostatecznie do transferu nie doszło i zawodnik powrócił do Pumas.
| Sezon     | Klub             | Kraj   | Rozgrywki | Mecze | Bramki |
| --------- | ---------------- | ------ | --------- | ----- | ------ |
| 2004/2005 | Pumas UNAM       | Meksyk | Liga MX   | 3     | 0      |
| 2005/2006 | Pumas UNAM       | Meksyk | Liga MX   | 21    | 1      |
| 2006/2007 | Pumas UNAM       | Meksyk | Liga MX   | 5     | 1      |
| 2006/2007 | Club Necaxa      | Meksyk | Liga MX   | 2     | 0      |
| 2007/2008 | Club Necaxa      | Meksyk | Liga MX   | 10    | 0      |
| 2007/2008 | Pumas UNAM       | Meksyk | Liga MX   | 2     | 0      |
| 2008/2009 | Pumas UNAM       | Meksyk | Liga MX   | 28    | 5      |
| 2009/2010 | Pumas UNAM       | Meksyk | Liga MX   | 0     | 0      |
| 2010/2011 | Pumas UNAM       | Meksyk | Liga MX   | 2     | 0      |
| 2011/2012 | San Luis FC      | Meksyk | Liga MX   | 7     | 0      |
| 2012/2013 | Pumas UNAM       | Meksyk | Liga MX   | 0     | 0      |
| 2012/2013 | Monarcas Morelia | Meksyk | Liga MX   | 0     | 0      |
| 2013/2014 | Pumas UNAM       | Meksyk | Liga MX   | 0     | 0      |